# Krajníčko
Krajníčko falu és önkormányzat (obec) Csehország Dél-csehországi kerületének Strakonicei járásában. Területe 7,52 km², lakosainak száma 96 (2008. 12. 31). A falu Strakonicétől mintegy 16 km-re délkeletre, České Budějovicétől 39 km-re északnyugatra, és Prágától 109 km-re délre fekszik.
A település első írásos említése 1334-ből származik.

## Látnivalók
- A Helfenburk vár romjai

## Népesség
A település népessége az elmúlt években az alábbi módon változott:
| Lakosok száma | 241  | 275  | 327  | 221  | 118  | 94   | 96   | 100  | 103  | 97   |
|               | 1869 | 1890 | 1921 | 1950 | 1980 | 2001 | 2017 | 2019 | 2022 | 2024 |